# Europameisterschaften 1923
Als Europameisterschaft 1923 oder EM 1923 bezeichnet man folgende Europameisterschaften, die im Jahr 1923 stattfanden:
- Eishockey-Europameisterschaft 1923
- Eiskunstlauf-Europameisterschaft 1923
- Ruder-Europameisterschaften 1923